# 三和ストアー
株式会社三和ストアー（さんわストアー）は、かつて存在した広島県を営業基盤とするスーパーマーケット「三和ストアー」を運営していた企業。
CGCグループに加盟していた。

## 概要
呉市初のスーパーマーケットであり、最盛期には呉市内にスーパー12店舗を展開していた。
しかし、21世紀に入ってからは店舗網の再編を進め、2019年（平成31年）初めには7店舗まで縮小した。
そして、2019年（平成31年）3月15日をもって全店舗を閉店して事実上撤退した。
同月下旬に3店舗がフジの子会社フジマートに譲渡され、同年5月に営業を再開することになった。
2020年（令和2年）8月13日に広島地方裁判所呉支部から特別清算開始決定を受けた。同年12月28日に法人格が消滅した。

## 過去に存在した店舗
- 曙店（呉市曙町1-14[6]、1959年（昭和34年）6月4日開店[6]）

売場面積560m2
- 中通店（呉市中通6-6[6]、1960年（昭和35年）3月1日開店[6]）

売場面積400m2
- 吉浦店（呉市吉浦東本町2-29[6]、1967年（昭和42年）10月6日開店[6] - 2019年（平成31年）3月15日閉店[4]）

売場面積264m2
- アスモ店（2005年（平成17年））[要出典]
- 天応店（2019年（平成31年）2月28日閉店[4]）
- 前川店（2019年（平成31年）2月28日閉店[4]）
- 阿賀店（2019年（平成31年）2月28日閉店[4]）
- 本通店（呉市本通5-3-4[7]、2019年（平成31年）3月15日閉店[4]）

売場面積660m2
- パセット中通店（2019年（平成31年）3月15日閉店[4]）
- パセット長ノ木店（2019年（平成31年）3月15日閉店[4]）

### 広報など1次資料
1. 1 2 3 4  当社子会社における事業譲受に関するお知らせフジ 2019年3月1日